# Antoine-Dominique Bordes
Pour les articles homonymes, voir Bordes et Famille Bordes.
Antoine-Dominique Bordes (Gimbrède, 1815 - Bordeaux, 1883) est un armateur et chef d'entreprise français, fondateur de la compagnie d’armement maritime qui porte son nom, longtemps la plus importante du monde.

## Carrière
Né le 21 juillet 1815 dans le Condomois (France) où son père était médecin, il rejoint à 16 ans son frère aîné Antoine-Dominique qui dirigeait un négoce de grains et farines à Bordeaux. Baptisé Antoine Apollinaire, il reprend le nom de son frère au Chili pour ses affaires.
Antoine-Dominique Bordes part à l'âge de 18 ans sur le Scythe vers l'Amérique latine et arrive à Valparaíso (Chili). Il commence alors à travailler comme agent maritime et à se créer un entourage commercial. En 1837 il fonde une maison de consignation. En 1840, à 25 ans, il s'associe au capitaine Ange-Casimir Le Quellec pour créer une société de négoce portuaire entre Bordeaux et Valparaíso, qui se transforme en 1847 en société d'armement maritime dont le siège est à Bordeaux. Il est également nommé président de la banque nationale du Chili par le gouvernement.

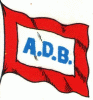
pavillon de la compagnie Bordes (1843-1935)

Après la mort de Le Quellec, la compagnie de navigation Bordes est créée en 1868. Jusqu'à la mort du fondateur, la compagnie s'établit boulevard Malesherbes à Paris et organise son trafic à partir des ports de Bordeaux, Nantes, Dunkerque, le Havre. À partir des années 1870, ses navires transportent également du nitrate chilien vers Liverpool et Glasgow.
De février 1857 à juillet 1859, les frères Pereire l'engagent pour redresser la barre de la Compagnie Générale Maritime. Il en est durant cette période l'administrateur-général extraordinaire. Il se lie alors d'amitié avec Wulfran Puget, armateur lui aussi : ses fils baptiseront à son nom un de leurs bateaux.
Il meurt à Bordeaux le 28 mai 1883 à l'âge de 67 ans. Ses trois fils : Adolphe, Alexandre et Antonin reprennent alors la direction de l'entreprise.